# سیارک ۱۳۱۱۳
سیارک ۱۳۱۱۳ (به انگلیسی: 13113 Williamyeats، نامگذاری:1993RQ5)۱۳۱۱۳مین سیارک کشف شده‌است که در ۱۵ سپتامبر ۱۹۹۳ کشف شد.